# L'Esprit pervers
Pour les articles homonymes, voir Strangers in the Night.
Pour plus de détails, voir Fiche technique et Distribution.
L'Esprit pervers (Strangers in the Night) est un film américain d'Anthony Mann, sorti en 1944.

## Synopsis
En convalescence d'une blessure reçue dans le Pacifique Sud, le sergent des Marines Johnny Meadows correspond avec Rosemary Blake, une femme qu'il n'a jamais rencontrée dont il a trouvé le nom dans un livre. Johnny rêve du jour où il rencontrera finalement cette femme qui lui a envoyé des lettres d'amour en provenance de Monteflores (Californie). Peu après son retour aux États-Unis, Johnny prend un train en direction de Monteflores, et chemin faisant rencontre Leslie Ross, une doctoresse qui vient juste d'avoir le poste de médecin de cette même ville. Alors qu'ils se lient d'amitié, le train déraille et de nombreux passagers sont blessés. Après avoir aidé Leslie à les soigner, Johnny se rend chez les Blake dans le but de rencontrer Rosemary. Il y est accueilli par Hilda, une vieille femme qui se présente comme la mère de Rosemary. Elle lui dit que Rosemary est absente pour plusieurs jours. Pendant que Johnny s'installe dans la maison des Blake en attendant son retour, Ivy Miller, la gouvernante d'Hilda, rend visite au docteur Ross dans un état de forte agitation. Lorsqu'Ivy disparaît peu après, Leslie pense qu'elle avait l'intention de lui dire quelque chose d'important à propos d'Hilda. Les jours passent, Johnny commence à se demander pourquoi Hilda ne lui dit pas quand sa fille va revenir. 
Johnny finit par tomber amoureux de Leslie. Ils découvriront qu'Hilda a inventé le personnage de Rosemary et qu'elle a tué Ivy lorsque celle-ci a voulu la dénoncer... 

## Fiche technique
- Titre original : Strangers in the Night
- Titre français : L'Esprit pervers[1]
- Réalisation : Anthony Mann
- Scénario : Bryant Ford et Paul Gangelin, d'après une histoire de Philip MacDonald
- Direction artistique : Gano Chittenden
- Décors : Perry Murdock
- Costumes : Adele Palmer
- Photographie : Reggie Lanning
- Son : T.A. Carman
- Montage : Arthur Roberts
- Musique : R. Dale Butts
- Production associée : Rudolph E. Abel
- Société de production : Republic Pictures
- Société de distribution : Republic Pictures
- Pays de production :  États-Unis
- Langue originale : anglais
- Format : Noir et blanc — 35 mm — 1,37:1 — son Mono (RCA Sound System)
- Genre : Film noir
- Durée : 56 minutes
- Dates de sortie : 
  - États-Unis : 12 septembre 1944
  - France : 13 juillet 1950[1]

## Distribution
- William Terry : Sergent Johnny Meadows
- Virginia Grey : Leslie Ross
- Helene Thimig : Hilda Blake
- Edith Barrett : Ivy Miller
- Anne O'Neal : Thompson, une infirmière
- Audley Anderson : Conducteur du train
- Jimmie Lucas : Serveur
- Charles Sullivan : Policier au volant
- Frances Morris : Infirmière
- Roy Darmour : Marin
- Jack Gardner
- Roy Butler
- George Sherwood